# Institutul de Pneumoftiziologie „Marius Nasta” din București
Institutul Național de Pneumoftiziologie „Marius Nasta” este un spital din București situat în sectorul 5 al municipiului. Unitate medicală cu tradiție, spitalul a fost locul în care au profesat mari nume românești în domeniul medical precum Ștefan Irimescu, cel care a pus aici bazele școlii de pneumoftiziologie. Spitalul Filaret a fost și una din primele baze de învățământ medical din România.

## Istoric
Institutul Național de Pneumoftiziologie „Marius Nasta” se înscrie în rândul spitalelor cu tradiție din România, activitatea sa începând în anul 1906 când, sub denumirea de “Spitalul Filaret“, se ridica primul spital pentru tuberculoză din București. Promotorii ideii de a construi acest spital au fost Prof. dr. I. Cantacuzino și Dr. G. Procare. 
La conducerea Spitalului Filaret au fost numiți, în 1906, doctorii Ștefan Irimescu și Alexandru Slătineanu. După plecarea lui Al. Slătineanu la Universitatea din Iași, în 1908, Ștefan Irimescu a rămas singur la conducerea spitalului până la 1 aprilie 1943.
Cu doar 80 de paturi disponibile la început, spitalul își începea misiunea ambițioasă de a veni în ajutorul unui segment de pacienți până atunci neglijat. După 1920 și până la Al Doilea Război Mondial, Spitalul Filaret a continuat să promoveze ideile cu privire la combaterea tuberculozei din România și formarea cadrelor de specialitate. 
În 1947 a luat ființă prima Clinică de Ftiziologie a Facultății de Medicină din București, condusă de prof. dr. Marius Nasta, urmând o perioadă în care s-a ajuns la complexul actual de clădiri și s-a înființat Institutul de Ftiziologie (1949). De la început, sub conducerea lui Nasta, Institutul și-a organiza activitatea în mod complex, axându-se pe munca de cercetare științifică, activitatea didactică, îndrumarea tehnică a unităților de specialitate din teritoriu și asistența medicală de înaltă calificare.
În prezent, manifestând același interes față de domeniul pe care îl deservea și odinioară, Institutul de Pneumoftiziologie este o instituție de referință în diagnosticarea și tratamentul pacienților cu boli bronho-pulmonare. 
Reprezintă, totodată, una dintre instituțiile care realizează programe de prevenire și control al tuberculozei.

## Personalități
- Ștefan Irimescu (1906-1943)
- Alexandru Slătineanu (1906-1908)
- Francisc Iosif Rainer
- Marius Nasta

## Denumiri anterioare
- Spitalul Filaret - în perioada 1906-1949
- Institutul Clinic de Ftiziologie - 1949 -1990(Prin Ordinul MS nr. 819 din 30.07.1990 se schimbă denumirea Institutului în "Institutul de Pneumoftiziologie Marius Nasta", iar oferta de servicii medicale se lărgește, cuprinzind diagnosticul si tratamentul tuturor afecțiunilor pneumologice.http://www.marius-nasta.ro/prezentare)
- Institutul de Pneumoftiziologie "Marius Nasta" - 1990 - prezent